# Europäische Keltenroute
Die Europäische Keltenroute umfasst derzeit 32 bedeutende Orte keltischer Kultur- und Dokumentationsstätten, archäologische Fundstätten und Museen.
Sie liegen in den deutschen Bundesländern Saarland und Rheinland-Pfalz, in der französischen Rayon Lothringen, im Großherzogtum Luxemburg und in der belgischen Wallonie.
Sie sind einheitlich beschildert. Die Europäische Keltenroute wurde anlässlich der Ausstellung: Die Kelten - Druiden. Fürsten. Krieger - Das Leben der Kelten in der Eisenzeit vor 2500 Jahren in der Völklinger Hütte im Jahre 2010 ins Leben gerufen.
Es gehören dazu unter anderem:
1. Weltkulturerbe Völklinger Hütte
2. kürzlich rekonstruiertes Wagengrab aus der Hallstattzeit des Fürsten von Elm-Sprengen im Wald bei Köllerbach
3. Keltensiedlung Niedaltdorf und Druidenpfad
4. Grauer Stein und Litermont-Sagenweg
5. Archäologie-Park Römische Villa Borg
6. keltischer Wall bei der Burg Montclair bei Mettlach
7. Grab des Fürsten von Weiskirchen
8. Gallo Römische Grabhügel Oberlöstern
9. Ringwall von Nonnweiler-Otzenhausen im Saarland
10. Fürstengrab von Schwarzenbach
11. keltisches Fürstengrab Fuchshübel Theley
12. Museum Theulegium Tholey
13. Keltische Ringwallanlage Birg
14. Keltische Fürstengräber Remmesweiler
15. Keltische Hügelgräber und Stumpfer Gipfel bei Homburg
16. Gallo-römische Tempelanlage im Römermuseum Schwarzenacker
17. Großer Stiefel St. Ingbert
18. Europäischer Kulturpark Bliesbruck-Reinheim
19. Keltische Ringwallanlage Sonnenberg
20. Museum für Vor- und Frühgeschichte Saarbrücken
21. Rheinisches Landesmuseum Trier
22. Landesmuseum Birkenfeld
23. Archäologiepark Belginum
24. Keltische Siedlungsanlage „Altburg“ bei Bundenbach
25. Archäologie-Park Martberg
26. Landesmuseum Mainz
27. Keltendorf am Donnersberg mit Keltenwall in Steinbach am Donnersberg
28. Historisches Museum der Pfalz in Speyer
29. Musée de Metz - La Cour d' Or
30. Musée National d'Histoire et d'Art in Luxemburg
31. Titelberg in Luxemburg
32. Gallo-Römisches Museum Tongeren